# 岩内岳 (帯広市・中札内村)
岩内岳（いわないだけ）は、北海道の帯広市と河西郡中札内村の2市村にまたがる標高1,497.5mの山である。山頂には三等三角点「岩内岳」が設置されている。

## 概要
日高山脈を構成する中日高の山で、北日高の十勝幌尻岳から南に伸びる尾根上に位置する。
山名は戸蔦別川支流の岩内川に由来し、アイヌ語で「iwa-nay（霊山・川）」を意味するとされる。しかし岩内岳は岩内川の源頭ではなく、ここでいう「霊山」とされる十勝幌尻岳から源流が流れる。

## 登山
登山道はない。登山ルートの取り方は複数あるがどれも相当な経験者向けのルートである。帯広側・中札内側の沢から登るルートでは滝やゴルジュが連続するため沢登り技術が求められる。他に十勝幌尻岳から稜線を歩いて山頂へ登るルートもあるが登山道は十勝幌尻岳までしかなく、往復で長時間かかる上に山小屋等は1つもない。